# Tourbillon lunaire

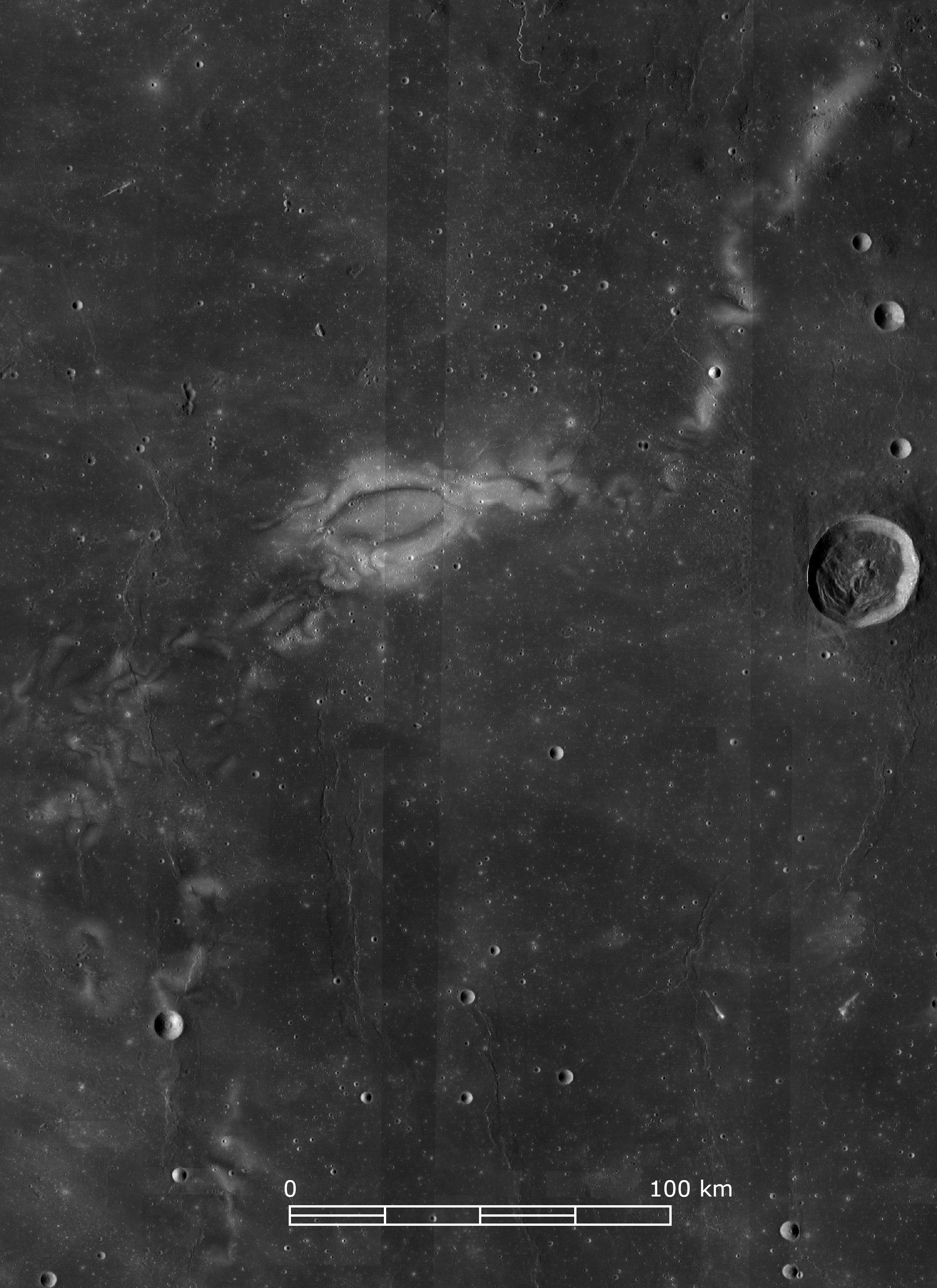
Image grand angle Reiner Gamma par la sonde Lunar Reconnaissance Orbiter.

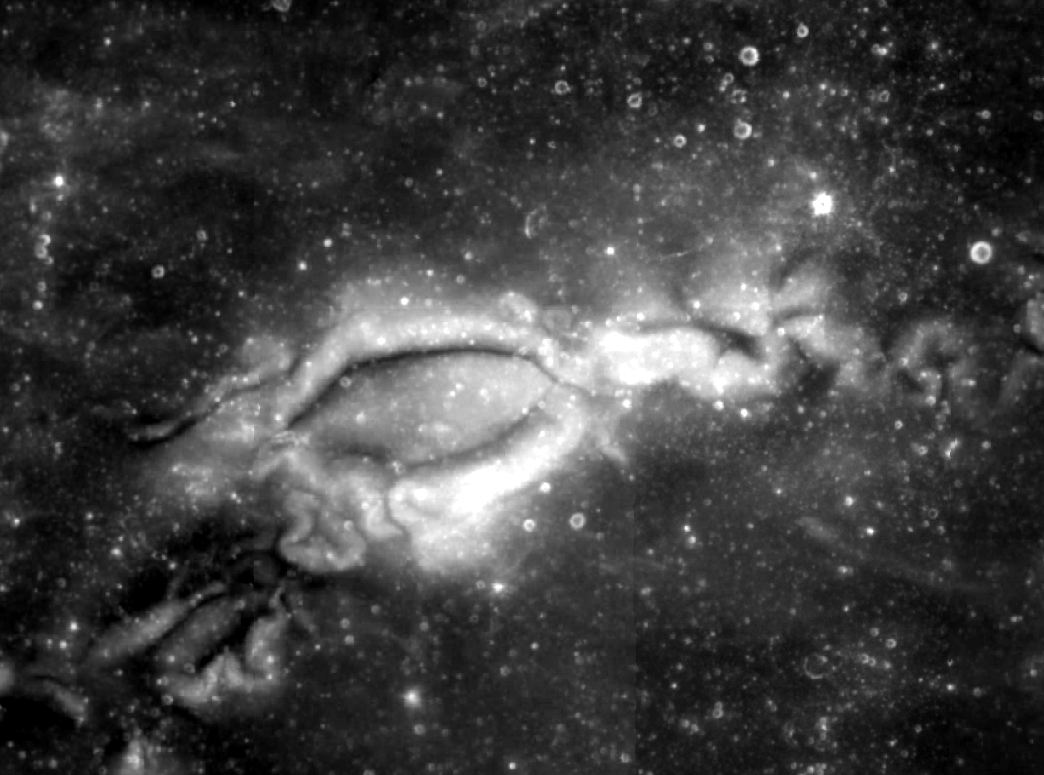
Une seconde vue de Reiner Gamma.

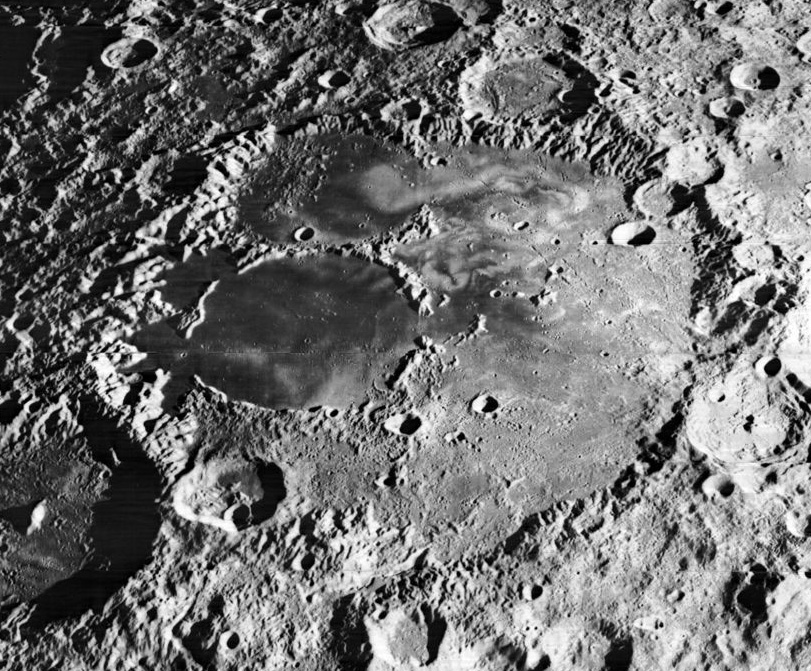
Mare Ingenii.

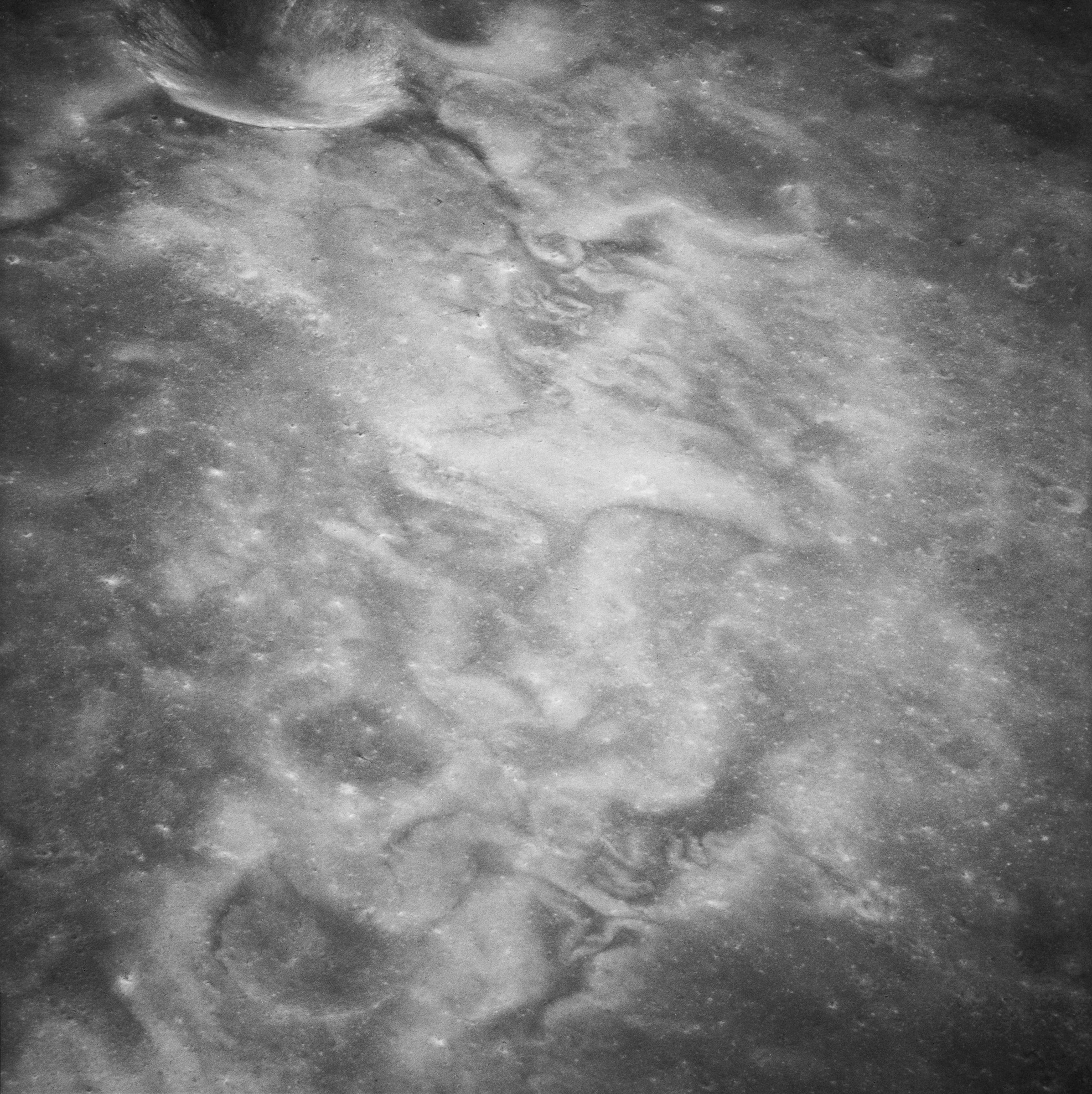
Tourbillons lunaire à l’est du cratère Firsov, depuis Apollo 10.

Le tourbillon lunaire est une formation énigmatique de la surface de la Lune, caractérisée par un albédo élevé (zone claire), une apparence jeune, c'est-à-dire ayant les caractéristiques optiques d'un régolithe relativement jeune, et (souvent) une forme sinueuse. Sa forme curviligne est souvent accentuée par des régions sombres (de faible albédo) qui entourent les tourbillons brillants. Les tourbillons lunaires semblent recouvrir la surface lunaire, superposés aux cratères aux éjectas, mais ne définissent aucune topographie claire.
Des tourbillons lunaires ont été identifiés sur les mers lunaires et sur les "terres" et ne sont pas associés à une composition lithologique spécifique. Les tourbillons des mers sont caractérisés par un fort contraste d'albédo et une morphologie complexe et sinueuse, tandis que ceux des terres semblent moins proéminents et présentent des formes plus simples, telles que des boucles simples ou des taches lumineuses diffuses.

## Association avec des anomalies magnétiques
Les tourbillons lunaires coïncident avec des régions du champ magnétique de la Lune montrant une intensité relativement élevée sur un corps qui manque, et n'a peut-être jamais eu, de dynamo à noyau actif génératrice du champ magnétique. Chaque tourbillon est associé à une anomalie magnétique, mais toutes les anomalies magnétiques n’ont pas un tourbillon identifiable. La cartographie du champ magnétique par les missions Apollo 15, Apollo 16, Lunar Prospector et SELENE montre des régions avec un champ magnétique local. Comme la Lune n’a pas de champ magnétique global actif aujourd'hui, ces anomalies régionales sont des régions de magnétisme rémanent et leur origine reste controversée.

## Modèles de formation
Il existe trois principaux modèles de formation des tourbillons lunaires. Chacun doit tenir compte de deux caractéristiques, à savoir qu'un tourbillon est optiquement jeune et qu'il est associé à une anomalie magnétique.
Les modèles de création des anomalies magnétiques associées aux tourbillons lunaires indiquent que plusieurs des anomalies magnétiques sont aux antipodes des bassins d'impact les plus jeunes et les plus grands.

### Hypothèse de l'impact cométaire
Cette théorie soutient que l'albédo élevé des tourbillons résulte d'un impact avec une comète. L'impact provoquerait le décapage du régolithe de surface par le flux turbulent de gaz et de poussière de la coma, qui exposerait de la matière intacte et redéposerait le fin matériau décapé dans des dépôts discrets. Selon ce modèle, les fortes anomalies magnétiques associées sont le résultat de la magnétisation de matériaux proches de la surface chauffés au-delà de la température de Curie par des collisions de gaz hypervéloce et de micro-impacts lorsque la coma attaque la surface.
Les partisans du modèle d'impact cométaire considèrent l'apparition de nombreux tourbillons antipodaux par rapport aux principaux bassins comme une coïncidence ou le résultat d'une cartographie incomplète des emplacements des tourbillons lunaire.

### Hypothèse du bouclier magnétique contre le vent solaire
Cette théorie soutient que les tourbillons se forment parce que le régolithe de couleur plus claire est protégé du vent solaire par la présence d’une anomalie magnétique. Les tourbillons représentent des matériaux silicatés exposés dont l'albédo a été sélectivement préservé au fil du temps des effets des altérations spatiales grâce à la déviation du bombardement ionique du vent solaire. Ce modèle suggère que la formation de chaque tourbillon est un processus continu qui a commencé après la création de l'anomalie magnétique.
Des simulations mathématiques menées en 2018 ont montré que des tunnels de lave auraient pu devenir magnétiques en refroidissant, ce qui fournirait un champ magnétique cohérent avec les observations à proximité des tourbillons lunaires. C'est actuellement, en 2024, l'hypothèse la plus conforme aux modèles et aux observations récentes.

### Hypothèse du transport de poussière
Cette théorie soutient que les faibles champs électriques créés par l'interaction entre les anomalies magnétiques de la croûte et le plasma du vent solaire pourraient attirer ou repousser les fines poussières chargées électriquement. Le matériau feldspathique clair est le composant dominant des particules les plus fines du sol lunaire. Le mouvement électrostatique de la poussière soulevée au-dessus de la surface lors des traversées du terminateur pourrait provoquer une accumulation préférentielle de ce matériau et former des motifs tourbillonnants brillants.

## Mesures satellitaires
Des observations magnétiques directes des tourbillons lunaires ont été réalisées par plusieurs engins spatiaux lunaires, dont Clementine et Lunar Prospector. Les résultats de ces observations ne sont pas cohérents avec le modèle d'impact cométaire. D'autres observations de la sonde LRO soutiennent la théorie du vent solaire dévié par un champ magnétique.
Les observations spectrales effectuées par l'instrument Moon Mineralogy Mapper sur Chandrayaan-1 ont confirmé que les régions de couleur plus claire sont déficientes en hydroxyde, ce qui conforte également l'hypothèse selon laquelle le vent solaire est dévié dans les zones claires.
La NASA étudie une mission concept intitulée BOLAS (Bi-sat Observations of the Lunar Atmosphere above Swirls) composée de deux CubeSats couplée par propulsion captive. Le plus bas de deux, orbitant à une altitude de 10 km, permettrait d'étudier la formation des tourbillons lunaires avec une grande précision,.

## Recherche sur site
La NASA a proposé d'envoyer un rover sur le site Reiner Gamma pour y obtenir des observations in situ des matériaux de surface. Piloté par le laboratoire de physique appliquée Johns Hopkins, le projet Lunar Vertex prévoit une mission en 2024 avec un atterrisseur et un rover. Le rover, équipé d'un microscope multispectral, déterminerait la taille et la brillance des particules de surface et transmettrait ses données à l'atterrisseur, qui communiquerait avec les opérateurs basés sur Terre,,.